# Симон III де Санлис, граф Нортгемптон
Симон III де Санлис (англ. Simon de Senlis; около 1138 — июнь 1184) — английский аристократ, граф Нортгемптон и Хантингдон с 1184 года, сын Симона II де Санлиса и Изабеллы де Бомон, последний представитель английской ветви Санлисского дома.

## Происхождение
Симон происходил из английской ветви французского рода Санлисов. Её родоначальником был Симон I де Санлис, младший сын Ландри де Санлиса, сеньора Шантильи и Эрменонвиля в Пикардии, и Ирменгарды. Он перебрался в Англию во время правления Вильгельма II Рыжего, получив руку богатой наследницы — Матильды Хантингдонской. Вскоре после смерти Симона его вдова, Матильда Хантингдонская, вышла замуж за шотландского принца, будущего короля Давида I, который получил под управление владения жены, гонор Хантингдон, и графский титул. В поздних источниках привязанный к этому владению титул называется или граф Хантингдон, или граф Нортгемптон. Некоторые исследователи считают, что в этот период существовало 2 разных графства, однако существующие данные свидетельствуют о том, что это феодальное владение было неделимым, а титулы графа Хантингдона и Нортгемптона были синонимичны. Если представители рода Санлисов предпочитали использовать титул графа Нортгептона, то представители шотландской династии говорили о гоноре Хантингдона.
Несмотря на протесты Симона II, Давид сохранил эти владения и после смерти жены. После вступления на английский престол Стефан Блуаский в 1136 году признал владельцем Хантингдона Генриха Шотландского, единокровного брата Санлиса. Своё наследство и титул графа Нортгемптона Симон смог получить только в 1141 году в награду за поддержку Стефана в гражданской войне. Он до самой смерти оставался непримиримым противником претендовавшей на английский трон императрицы Матильды, а затем её сына, будущего короля Генриха II Плантагенета. 
Симон II был женат на Изабелле де Бомон (ум. после 1188), дочери Роберта де Бомона, 2-го графа Лестера, и Амиции де Гаэль. В этом браке родилось несколько дочерей, а также сын, Симон III. Также у Симона II известен ещё один сын по имени Симон, который, судя по всему, был незаконнорожденным.

## Биография
Симон родился около 1138 года. Он был несовершеннолетним, когда в 1153 году умер его отец. В 1154 году на английский престол взошёл Генрих II Плантагенет, который передал наследственные владения Симона королю Шотландии Малькольму IV.
Совершеннолетия Симон достиг в 1159 году, однако Хантингдон и титул графа Нортгемптона он получил только в 1174 году, когда эти владения были конфискованы у короля Шотландии Вильгельма I Льва.
Симон умер в июне 1184 года, не оставив наследников и был похоронен в монастыре Святого Андрея в Нортгемптоне. Хантингдон же Генрих II в марте 1185 года передал шотландскому принцу Давиду, младшему брату короля Вильгельма I Льва.

## Брак и дети
Жена: Алиса де Ганд, дочь Гилберта де Ганта, графа Линкольна, и Рохезы де Клер. Дети:
- Гуннора де Санлис[5].
- Симон де Санлис (умер в младенчестве)[5].